# Giulia Dragoni
Giulia Dragoni (* 7. November 2006 in Mailand) ist eine italienische Fußballspielerin. Sie spielt auf der Mittelfeldposition für den FC Barcelona B in der Primera Federación, der zweithöchsten Spielklasse im spanischen Frauenfußball und in der A-Nationalmannschaft Italiens.

## Karriere

### Jugend und Inter Milan
Die in Mailand geborene Dragoni begann im Alter von vier Jahren mit dem Fußballtraining in einem kleinen Amateurclub, bevor sie nach Cimiano umzog und dann ab 2015 die Juniorenakademie Pro Sesto besuchte. Hier wurde sie erstmals bekannt durch ihre Leistungen in gemischten Juniorenmeisterschaften. Sie spielte hier bis 2019 und erwarb sich ihren Spitznamen „Kleine Messi“.
2018 spielte sie auf Probe für Inter Milan ein Jugendturnier; zwei Jahre später, im Sommer 2020, wurde sie offiziell in die Jugendmannschaft des Clubs übernommen. Während der Saison 2020–21, in der mehrere Jugendligen aufgrund der Folgen der COVID-19-Pandemie gestoppt wurden, wechselte sie im Alter von 14 Jahren in die U-19-Mannschaft von Inter, wo sie mit ihren Leistungen zum dritten Platz in der nationalen U-19-Meisterschaft beitrug.
Zu Beginn der Saison 2022/23 wechselte sie in die erste Mannschaft unter der Trainerin Rita Guarino, und debütierte als Profispielerin am 20. November 2022, als sie in der 74. Minute eines torlosen Ligaspiels der Serie A gegen Fiorentina für Ghoutia Karchouni eingewechselt wurde. Die gerade 16 Jahre alt gewordene Spielerin wurde so zur jüngsten Spielerin, die bis dahin in einem Spiel der Serie A spielte, seitdem die Liga vollen Profistatus erhalten hat. Sie machte bis zum Jahresende 2022 drei weitere Spiele für das Frauenteam.

### Barcelona
Am 31. Januar 2023 wechselte Dragoni nach Barcelona, wo sie einen Vertrag bis Juni 2025 unterschrieb. Dadurch wurde sie zum ersten nichtspanischen Mitglied der Fußballspielerinnen in La Masia. Für das B-Team eingeplant, erzielte sie ihr erstes Tor für Barcelona am 5. März 2023, als ihre Mannschaft 3:0 gegen Athletic B gewann. In ihrer ersten Saison für die Mannschaft gewann sie mit dieser den Titel der zweiten Liga und erzielte in zehn Spielen vier Tore. Außerdem wurde sie für den Kader der ersten Mannschaft für Spiele in der UEFA Women’s Champions League nominiert, kam da aber noch nicht zum Einsatz.
Für die Saison 2024/25 wurde Dragoni an die AS Rom verliehen.

### Nationalmannschaft
Dragoni spielte in verschiedenen Jugendwettbewerben für Italien, darunter in den Nationalmannschaften U-16, U-17 und U-19.
Im März 2023 wurde sie für ein Freundschaftsspiel gegen Kolumbien erstmals in die italienischen Nationalmannschaft der Frauen berufen. Im Juni berief sie Cheftrainererin Milena Bertolini in den vorläufigen Kader für die Fußball-Weltmeisterschaft der Frauen 2023. Sie debütierte für die Azzurre am 1. Juli 2023, als sie in einem torlosen Freundschaftsspiel gegen Marokko in der zweiten Hälfte auf den Platz kam; im Alter von 16 Jahren und 236 Tagen wurde sie die jüngste Person, die im 21. Jahrhundert in einem Erwachsenteam in der Nationalmannschaft spielte, unterbot aber nicht den 1978 aufgestellten Rekord von Carolina Morace.
Einen Tag später wurde offiziell bekanntgegeben, dass Dragoni zum Kader der italienischen Mannschaft gehört, der für die Fußball-Weltmeisterschaft der Frauen 2023 in Australien und Neuseeland nominiert wurde; mit nur 16 Jahren wurde Dragoni die zweitjüngste Spielerin, die für das Turnier nominiert wurde, nur die Südkoreanerin Casey Phair war jünger. Im Eröffnungsspiel gegen Argentinien stand sie für Italien in der Startelf.

## Spielposition
Dragoni wird zumeist als Mittelfeldspielerin eingesetzt und ist bekannt für ihre Dribblingfähigkeiten.